# Chadiza
Chadiza – miasto w Zambii, w Prowincji Wschodniej. Według danych szacunkowych na rok 2010 liczy 4.513 mieszkańców.